# 메리츠금융그룹
메리츠금융그룹은 대한민국의 대규모 기업집단이다.

## 역사
한진그룹에 속해 있던 금융기업인 한진투자증권 · 동양화재 · 한불종합금융이 2000년부터 계열 분리를 시작했다. 한진투자증권은 프루덴셜 에셋 매니지먼트 아시아(Prudential Asset Management Asia)와의 합작회사로 전환하고 이름을 메리츠증권으로 바꿨다. 2005년 3월 동양화재가 한진그룹으로부터 분리하였고 이름을 메리츠화재로 바꿨다. 메리츠화재는 2005년 10월 14일 메리츠증권을 인수했고, 메리츠증권은 2006년 9월 20일 한불종합금융을 인수했다. 2011년 상반기 그룹의 지주회사 목적으로 메리츠금융지주를 설립했다. 2023년 상반기 메리츠증권과 메리츠화재의 지분 100%를 인수하여 완전자회사로 편입하였다.

## 같이 보기
- 대한민국의 대기업